# 烏魯卡德聖安娜區
烏魯卡德聖安娜區（西班牙語：Uruca de Santa Ana），是哥斯達黎加的一個區，位於該國中部聖何塞省，面積6.96平方公里，海拔高度873米，2011年人口7,197，人口密度每平方公里1,034.05人。